# Knut (ours blanc)
Pour les articles homonymes, voir Knut.
Knut, né le 5 décembre 2006 et mort le 19 mars 2011, est un ours blanc né au zoo de Berlin, évènement qui ne s'était plus produit depuis 30 ans dans ce zoo.
Rejeté par sa mère à la naissance, il fut recueilli par les employés du zoo, avant de devenir l'objet d'une popularité et d'une polémique internationale. Le public se mobilisa pour soutenir son élevage par des humains après que le magazine Bild eut publié une citation d'un défenseur des droits des animaux qui semblait demander la mort du petit ourson.
Knut est à l'origine d'un phénomène de masse appelé « Knutmania » qui a produit plusieurs jouets, des émissions spéciales dédiées à sa vie, des DVD, et des livres. Il est aussi à l'origine d'une importante hausse des revenus du zoo de Berlin.

## Biographie

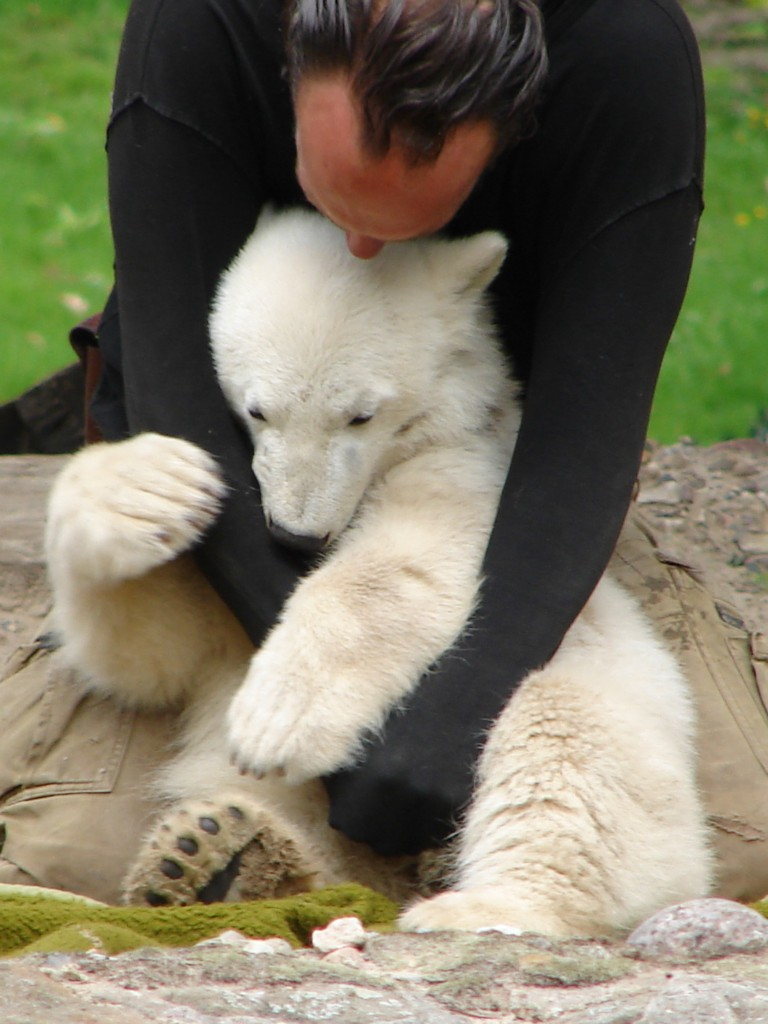
Knut avec Dörflein le 31 mai 2007.

Knut est le premier ours blanc à naître dans ce zoo en 30 ans. Ses parents vivent également dans le zoo de Berlin : Lars (né le 12 décembre 1993 au Tierpark Hellabrunn de Munich) et Tosca (née en 1986 au Canada, elle a vécu ensuite au cirque d'État de la RDA). Après une gestation normale, Knut et son frère (sans nom) sont nés le 5 décembre 2006,. Tosca rejeta ses oursons pour des raisons aujourd'hui inconnues, les abandonnant sur un rocher dans l'enceinte réservée aux ours blancs. Les employés du zoo repêchèrent les deux oursons grâce à un long filet de pêche, mais le frère de Knut mourut d'une infection quatre jours plus tard.
Knut étant de la taille d'un cochon d'Inde, il resta dans une couveuse pour les 44 premiers jours de sa vie avant que le gardien de zoo Thomas Dörflein ne commence à élever l'ourson. Son besoin d'attention constante obligea Dörflein à dormir sur un matelas à côté de l'enceinte de nuit de Knut, à jouer avec lui, le laver et le nourrir ; tout d'abord avec un biberon de lait toutes les deux heures, puis à l'âge de quatre mois, avec un mélange de nourriture pour chat, vitamines et foie de morue. Dörflein accompagnait aussi Knut lors de ses deux apparitions publiques quotidiennes ; on le voit sur beaucoup de photographies et vidéos de l'ourson. Dörflein est ainsi devenu une célébrité lui aussi, quoique plus discrète.
Knut a été présenté pour la première fois au public le 23 mars 2007 qui fut baptisé « Knut Day ». Environ 400 journalistes visitèrent le zoo de Berlin pour relater la première apparition de l'ourson à un public international.
Knut ayant été exposé aux médias depuis son plus jeune âge, beaucoup de rumeurs et de fausses alertes ont circulé sur sa santé. Par exemple, le 16 avril 2007 on l'éloigna de l'enceinte d'où le public pouvait le voir parce que la poussée d'une dent (la canine supérieure droite) le gênait, mais les premiers rapports déclarèrent vaguement qu'il souffrait d'une maladie inconnue et qu'on lui avait prescrit des antibiotiques. On entendit beaucoup parler aussi d'une menace de mort envoyée peu avant 15 h 00 le mercredi 18 avril 2007. Le zoo avait reçu une lettre anonyme par fax qui disait « Knut ist tot! Donnerstag Mittag. » (en français, « Knut est mort ! Jeudi midi. »). En réponse, la police augmenta la sécurité autour de l'ourson. À l'heure dite, aucun incident ne se produisit,.
Malgré l'opinion d'un journaliste de Der Spiegel qui déclarait que Knut « devient de moins en moins mignon » avec l'âge, il continua à attirer les foules au zoo. Quand il atteignit en juillet l'âge de sept mois et pesa 50 kg, ses deux apparitions publiques par jour furent annulées par souci pour la sécurité de Dörflein. Une porte-parole du zoo, Regine Damm, a dit qu'il était temps que Knut commence à « s'associer avec d'autres ours et non d'autres personnes ». On le mit dans sa propre enceinte. Quoique le nombre de visiteurs au zoo ait diminué par rapport aux pics en mars et avril, Knut reste l'une des principales attractions du zoo. On comptabilisa 400 000 visiteurs en août 2007, le record depuis l'ouverture du zoo de Berlin.
En automne 2007, on parlait encore beaucoup de Knut et de sa vie au zoo dans les médias internationaux. La nouvelle que son régime alimentaire était plus strict à la suite d'une récente augmentation de poids, nécessaire en temps normal aux ours approchant de la période d'hibernation, se répandit. Le nombre de ses repas fut diminué de quatre à trois par jour, et les friandises (dont les croissants que Knut appréciait particulièrement) furent limitées. Après qu'il se fut blessé au pied en glissant sur un rocher humide dans son enceinte en septembre, il y eut une effusion de messages de soutien de ses fans de par le monde.
Son « père adoptif » Thomas Dörflein meurt le 22 septembre 2008 d'une crise cardiaque. Knut meurt le 19 mars 2011 (à cinq ans) au zoo de Berlin, manifestement noyé dans son bassin, des suites d'une encéphalite auto-immune (à anticorps anti-récepteur NMDA) comme l'ont démontré diverses séries d'autopsies.
Plusieurs centaines de visiteurs assistèrent à la scène, qui fut également filmée. Quelques heures après l'annonce de son décès, son nom devint l'un des mots-clés les plus utilisés sur Twitter. Un monument est érigé à sa mémoire dans l'enceinte du zoo. La statue de bronze de l'ours, réalisée par le sculpteur Josef Tabachnyk, est inaugurée le 24 octobre 2012. Après sa mort, une réplique de Knut est créée à base d'une forme plastique recouverte d'une fourrure proche de celle de l'ours. Elle est exposée au musée d'histoire naturelle de Berlin à partir de 2013. D'abord exposé dans le hall d'entrée du musée, où les visiteurs pouvaient venir le voir sans payer l'entrée pour le reste du bâtiment, elle est ensuite intégrée à l'exposition permanente après un passage au musée des sciences de Leyde aux Pays-Bas. Elle peut désormais être vue auprès d'une autre ancienne mascotte du zoo berlinois, Booby, un gorille mâle ayant vécu dans les années 1930.

## Controverses
En mars 2007, le tabloïd allemand Bild publia une déclaration d'un militant pour les droits des animaux, Frank Albrecht, qui affirmait que Knut aurait dû être tué plutôt qu'être élevé en endurant l'humiliation d'être traité comme un animal domestique, déclarant ainsi que le zoo violait les lois régissant la protection des animaux. Wolfram Graf-Rudolf, président du zoo d'Aix-la-Chapelle, déclara que « l'on aurait dû avoir le courage de laisser l'ours mourir » après l'abandon de la part de sa mère, ajoutant que l'ours « mourra un peu » à chaque fois qu'il sera séparé de son gardien. Le zoo de Berlin se rallia à la cause de Knut, promettant de ne pas lui faire du mal.
Albrecht, non lié à une quelconque association des droits des animaux, prétendra plus tard qu'il avait été cité hors contexte : selon lui, il avait poursuivi en justice le président du zoo de Leipzig en décembre 2006 pour avoir tué un ourson lippu abandonné par sa mère. Le procès fut rejeté par la cour au motif que faire élever l'animal par des humains aurait été inapproprié. Albrecht, qui s'opposa à cet argument, dit qu'il avait demandé la mort de Knut non parce qu'il le voulait mais pour attirer l'attention sur la décision de Leipzig, qui aurait autorisé le zoo de Berlin à tuer Knut.
La plus grande partie des médias du monde utilisèrent la version du Bild, citant ainsi Albrecht hors contexte. La publicité suscitée par cette attention portée au petit Knut fit de lui une star internationale,.
L'association de défense des animaux PETA Allemagne était intervenue plusieurs fois pour changer les conditions de vie de Knut ; une première fois courant 2010, pour demander la castration de Knut. En effet, il avait été mis dans un enclos avec sa cousine Gianna. L'association avait souligné que les deux jeunes plantigrades, tous deux âgés de trois ans, avaient le même grand-père, l'ours blanc Olaf. Selon PETA Allemagne, la consanguinité était préprogrammée et, sans cette intervention, elle pourrait nuire considérablement à la politique d'élevage durable des zoos en réduisant la diversité génétique et en faisant apparaître le risque de dépressions pour la future progéniture.
Après le placement de Knut avec les autres ours blancs du zoo, le porte-parole de la PETA a déclaré avoir contacté le zoo de Berlin plusieurs mois auparavant pour l'alerter sur le fait que l'ours était "terrorisé" par ses congénères, y compris par sa propre mère Tosca. PETA Allemagne avait demandé plusieurs fois au zoo de déplacer Knut. Selon l'association, la mort de Knut aurait pu être évitée[réf. nécessaire].

## Succès commercial

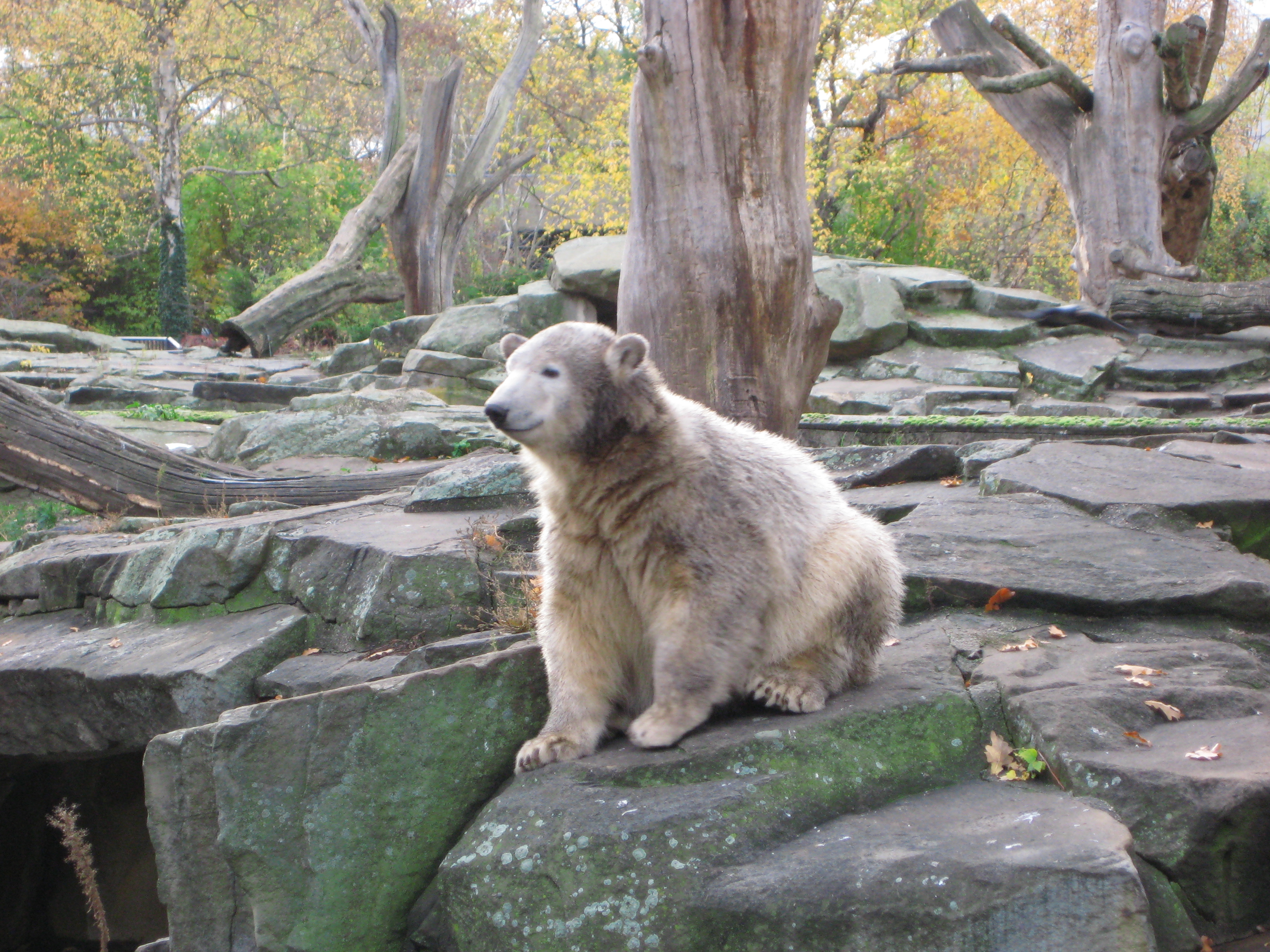
Knut, âgé de 10 mois et pesant 100 kilos, le 31 octobre 2007.

Le zoo de Berlin enregistra Knut comme marque déposée fin mars 2007. En conséquence, ses actions à la Bourse de Berlin, normalement d'environ 2 000 €, doublèrent de valeur, atteignant un pic de 4 820 € une semaine plus tard.
Plusieurs entreprises ont profité de l'intérêt du public pour Knut en développant des produits à thème : sonneries pour portable, jouets en peluche… L'entreprise de bonbons Haribo créa un ourson en gelée parfum framboise appelé Cuddly Knut en avril 2007 ; elle promit de verser dix centimes d'euro au zoo pour chaque boîte vendue. Ils en vendirent tellement que l'entreprise dut augmenter la production de ces bonbons dans une seconde usine pour pouvoir répondre à la demande.
Knut fut aussi le sujet de plusieurs chansons, les plus célèbres étant les singles « Knut is Cute » (« Knut est mignon ») et « Knut, der kleine Eisbär » (« Knut le petit ours polaire »), chantés par une fillette de neuf ans, Kitty, de la banlieue berlinoise Köpenick,, ce dernier adapté en français.
Un blog sur l'ours blanc a été animé par un journaliste du Rundfunk Berlin-Brandenburg, en allemand, anglais et espagnol.
Knut est aussi le sujet de plusieurs DVD et a été en couverture de l'édition allemande de Vanity Fair du 29 mars 2007.
Le 1er mai 2007 la maison d'édition Turtle Pond, basée à New York, a signé un accord avec le zoo de Berlin pour les droits de publication de Knut, pour faire prendre conscience au monde du réchauffement climatique. Écrit par Craig Hatkoff et ses filles Juliana et Isabella, le livre de 44 pages, appelé « Knut, der kleine Eisbärenjunge » (« Knut le petit ourson polaire ») raconte l'histoire de Knut et contient plusieurs photos inédites. Quoique plusieurs livres sur Knut avaient déjà été publiés en Allemagne, c'était le premier à être autorisé par le zoo de Berlin. Il fut publié le 26 juillet 2007 en Allemagne ; plus tard en 2007 la maison d'édition américaine Scholastic publia une version anglophone,. Les droits de publication ont été vendus pour le Japon, l'Angleterre, le Mexique, la Chine et l'Italie.
Gerald Uhlich, membre du conseil d'administration du zoo, déclara que Knut était devenu un moyen de communication ; il pouvait « attirer l'attention sur l'environnement d'une manière sympathique. Pas d'une manière menaçante, grondeuse. » En conséquence, le ministre allemand de l'environnement, Sigmar Gabriel, adopta officiellement Knut comme mascotte d'une conférence sur les espèces menacées qui a eu lieu à Bonn en 2008. Le ministre a rencontré Knut peu après sa première apparition devant le public du zoo, commentant que même si Knut était bien protégé, « partout, les ours polaires sont en danger, et si Knut peut aider la cause, c'est une bonne chose ».
La photographe Annie Leibovitz prit Knut en photo pour une campagne sur l'environnement. Une de ses photos fut superposée sur une autre de l'acteur américain Leonardo DiCaprio pour la couverture de l'édition de mai 2007 de Vanity Fair.
L'autrice japonaise d'expression japonaise et allemande Yoko Tawada a écrit un roman inspiré de Knut, dont il existe une version japonaise et une version allemande. La traduction française (à partir du texte allemand) a paru aux éditions Verdier en 2016 sous le titre Histoire de Knut, traduction Bernard Banoun. Sa traduction anglaise, par Susan Bernofsky, paraît en 2016 également sous le titre Memories of a Polar Bear.
Dans le jeu vidéo Guild Wars 2, le chef de la race des Norns s'appelle Knut Ours Blanc.